# Rynszt
Rynszt (kaszb. Rinszt, niem. Rinsch) – część wsi Przewóz w Polsce, położona w województwie pomorskim, w powiecie bytowskim, w gminie Studzienice, na Pojezierzu Bytowskim, w pobliżu południowego brzegu jeziora Kłączno.
W latach 1975–1998 Rynszt administracyjnie należał do województwa słupskiego.
Znajdują się tu liczne zabytki drewnianego budownictwa ludowego, m.in. zagrody zrębowe kryte strzechą z połowy XVIII w. 